# Mittaggüpfi
Mittaggüpfi är en bergstopp i Schweiz.   Den ligger i kantonen Obwalden, i den centrala delen av landet, 60 km öster om huvudstaden Bern. Toppen på Mittaggüpfi är 1 916 meter över havet, eller 305 meter över den omgivande terrängen. Bredden vid basen är 4,3 km. Mittaggüpfi ingår i Pilatus.
Terrängen runt Mittaggüpfi är kuperad åt nordväst, men åt sydost är den bergig. Runt Mittaggüpfi är det ganska tätbefolkat, med 93 invånare per kvadratkilometer.. Närmaste större samhälle är Luzern, 12,6 km nordost om Mittaggüpfi. 
I omgivningarna runt Mittaggüpfi växer i huvudsak blandskog.